# Еміліано Таде
Еміліано Таде (ісп. Emiliano Tade, нар. 3 березня 1988, Сантьяго-дель-Естеро) — аргентинський футболіст, нападник новозеландського клубу «Окленд Сіті».

## Ігрова кар'єра
У дорослому футболі дебютував на батьківщині виступами за команду «Атлетіко Мітре», перш ніж у квітні 2010 року переїхав до Нової Зеландії у місцеву напівпрофесійну команду «Веллінгтон Юнайтед». Там він привернув увагу клубу вищого дивізіону «Тім Веллінгтон», де у сезоні 2010/11 забив шість голів у 16 матчах.
Влітку 2011 року він перейшов до «Окленд Сіті», з яким почав найуспішніший період у своїй кар'єрі. У свій перший сезон тут він виграв зі своїм клубом Лігу чемпіонів ОФК. Він також завершив сезон 2013/14 як найкращий бомбардир чемпіонату Нової Зеландії з 17 голами та Ліги чемпіонів з шістьма голами, допомігши своїй команді виграти обидва турніри. Завдяки його постійним перемогам у Лізі чемпіонів з «Окленд Сіті» він і команда завжди брали участь на клубному чемпіонаті світу. Найкращий результат тут був на турнірі в 2014 році, коли він і його команда виграли перший раунд, а потім навіть посіли третє місце.
Його виступи на турнірі принесли йому повернення до «Атлетіко Мітре» перед сезоном 2015; однак він провів у рідному клубі менше сезону, перш ніж повернутися в «Окленд Сіті». Там він грав до травня 2018 року і таким чином встановив рекорд, взявши участь у семи поспіль змаганнях клубного чемпіонату світу між 2011 і 2017 роками.
26 травня 2018 року Таде перейшов до клубу південноафриканської команди «АмаЗулу» після успішного перегляду. 4 серпня 2018 року Таде дебютував за клуб в матчі проти «Бароки» (1:0) і швидко став основним гравцем, утворивши міцну зв'язку з Бонгі Нтулі, завдяки чому його називали одним з найнебезпечніших нападників ліги. Після результативної першої половини сезону, коли Таде забив сім голів у всіх турнірах і став гравцем місяця в листопаді та грудні, він привернув увагу більших клубів ліги.
31 січня 2019 року чинні чемпіони «Мамелоді Сандаунз» оголосили про підписання контракту з Еміліано Таде. З командою він виграв титул чемпіона у першому ж сезоні, а Тейд забив два голи в 12 матчах. Його наступний сезон у Південній Африці був затьмарений травмами та особистими проблемами. Таде не зміг зіграти жодної гри за «Сандаунз» і врешті-решт попросив розірвання контракту, мотивуючи це постійними травмами, тугою за домом і бажанням припинити професійну гру. Таде домовився про взаємне розірвання контракту, і він був офіційно звільнений 11 грудня 2019 року, повернувшись до своєї родини в Нову Зеландію.
13 січня 2020 року Таде повернувся у «Окленд Сіті». У сезоні 2022 року він зі своєю командою знову став чемпіоном країни, а після перемоги в Лізі чемпіонів також взяв участь у клубному чемпіонаті світу 2022 року. Наступного року чемпіонат «Окленду» виграти не вдалось, але команда вчергове виграла Лігу чемпіонів і знову поїхала на клубний чемпіонат світу. Для Таде цей турнір став дев'ятим у своїй кар'єрі, що є абсолютний рекордом турніру. Крім того Еміліано також є рекордсменом за найбільшою кількістю голів, за найбільшою кількістю результативних передач і за найбільшою кількістю ігор за «Окленд Сіті», маючи середню участь у голах 0 98 за матч.

## Титули і досягнення

### Командні
- Чемпіон Нової Зеландії (4):

«Окленд Сіті»: 2013/14, 2014/15, 2017/18, 2019/20, 2022
- Чемпіон ПАР (1):

«Мамелоді Сандаунз»: 2018/19
- Переможець Ліги чемпіонів ОФК (8):

«Окленд Сіті»: 2011/12, 2012/13, 2013/14, 2014/15, 2016, 2017, 2022, 2023

### Особисті
- Найкращий бомбардир Ліги чемпіонів ОФК (2): 2013/14 (6 голів), 2018 (8 голів)
- Найкращий гравець Ліги чемпіонів ОФК (2): 2013/14
- Найкращий бомбардир чемпіонату Нової Зеландії: 2013/14 (12 голів), 2017/18 (16 голів)